# 15. децембар
15. децембар (15.12.) је 349. дан године по грегоријанском календару (350. у преступној години). До краја године има још 16 дана.

## Догађаји
- 1640 — Војвода од Брагансе крунисан као Жоао IV, први португалски краљ после шездесетогодишње шпанске владавине и први из династије Браганса која је владала Португалом до 1910.
- 1711 — У Копенхагену избила епидемија куге, од које је умрло више хиљада људи.
- 1791 — Ратификовано је првих 10 амандмана на Устав САД, колективно познатих као Повеља о правима.
- 1801 — Одметнути јаничари, које су предводиле четири београдске дахије Аганлија, Кучук-Алија, Фочић Мехмед-ага и Мула Јусуф, убили београдског валију Хаџи Мустафа-пашу и завели терор у Београдском пашалуку. Насиље је убрзало избијање Првог српског устанка 1804.
- 1806 — Француске трупе под командом Наполеона Бонапарте ушле у Варшаву.
- 1840 — Ковчег с посмртним остацима француског цара Наполеона I положен у „Дом инвалида“ у Паризу, 19 година после његове смрти у изгнанству на острву Света Јелена.
- 1848 — Царским патентом, Јосиф Рајачић је потврђен за српског патријарха, а Стеван Шупљикац за српског војводу, док је српском народу у Аустријском царству обећано регулисање статусних питања.
- 1890 — Убијен поглавица индијанског племена „Сијукс“ Седећи Бик, који је предводио индијанска племена у бици код Литл Биг Хорна 1876. против америчке Седме коњичке дивизије, под командом Џорџа Кастера.
- 1914 — Ослобађањем Београда у Првом светском рату завршена Колубарска битка. Победа за коју изузетне заслуге припадају команданту Прве армије, генералу Живојину Мишићу, подигла углед Србије међу савезницима и учврстила самопоуздање српске војске и народа.
- 1938 — Испробавајући нов тип ловачког авиона, погинуо руски пилот Валериј Чкалов. 1937. прелетео Северни пол, без спуштања од Москве до Ванкувера, 12.000 km, за 64 часа и 25 минута, што је признато као светски рекорд лета на даљину.
- 1961 —
  - Генерална скупштина Уједињених нација одбацила совјетски предлог о пријему Кине у светску организацију.
  - Бивши нацистички функционер Адолф Ајхман, организатор и извршилац геноцида Јевреја у Другом светском рату, осуђен на смрт у Јерусалиму, а потом обешен. После рата под лажним именом живео у Аргентини до 1960, када су га открили и ухапсили припадници израелске тајне службе.
- 1965 — Амерички свемирски бродови „Џемини 6“ и „Џемини 7“ остварили први космички сусрет и направили две кружне путање летећи један поред другог.
- 1967 — Срушио се Сребрни мост преко реке Охајо између градова Појнт Плезант и Галиполис, усмртивши 46 особа.
- 1970 — Совјетски васионски брод „Венера 7“ спустио се на планету Венеру и почео да шаље сигнале.
- 1991 — Око 500 људи изгубило живот када је трајект „Салем експрес“ ударио, испред египатске луке Сафага, у корални гребен и потонуо.
- 1996 — Под снажним притиском свакодневних протеста грађана због фалсификовања изборних резултата, општински суд у Нишу потврдио победу опозиционе коалиције „Заједно“ у другом кругу избора за локалне органе управе, 17. новембра.
- 1999 — Шеф УНМИК-а Бернар Кушнер потписао, у Приштини, споразум с представницима косовских Албанаца о формирању Прелазног административног већа Косова. Срби са Косова одбили да потпишу споразум, али су касније делегирали свог представника у то тело.
- 2000 — Затворена нуклеарна централа у Чернобиљу у Украјини у којој је крајем априла 1986. експлодирао један блок централе изазвавши најтежу нуклеарну катастрофу од почетка употребе нуклеарних централа.
- 2001 — Криви торањ у Пизи у Италији поново отворен за посетиоце, после 12 година паузе због санације.
- 2002 — Посматрачи УН званично окончали мисију на Превлаци, почету у марту 1992, и предали властима Хрватске контролу над тим полуострвом.
- 2011 — Скупштина града Београда званично именовала Мост на Ади.

## Рођења
- 1832 — Гистав Ајфел, француски архитекта и конструктор. (прем. 1923)[1]
- 1859 — Лудвик Лазар Заменхоф, пољски лекар, творац Есперанта. (прем. 1917)[2]
- 1907 — Оскар Нимајер, бразилски архитекта. (прем. 2012)[3]
- 1916 — Морис Вилкинс, новозеландско-британски биофизичар, добитник Нобелове награде за физиологију или медицину (1962). (прем. 2004)
- 1936 — Ирена Просен, словеначка глумица.[4]
- 1941 — Владан Живковић, српски глумац. (прем. 2022)[5]
- 1944 — Милан Живадиновић, српски фудбалер и фудбалски тренер. (прем. 2021)[6]
- 1946 — Мирослав Јосић Вишњић, српски књижевник. (прем. 2015)[7]
- 1947 — Миша Блам, српски џез музичар (контрабасиста), композитор, аранжер, џез публициста и музички педагог. (прем. 2014)
- 1949 — Дон Џонсон, амерички глумац, продуцент, редитељ и музичар.[8]
- 1952 — Алан Симонсен, дански фудбалер и фудбалски тренер.
- 1955 — Пол Симонон, енглески музичар, најпознатији као басиста групе The Clash.[9]
- 1963 — Слободан Јанковић, српски кошаркаш. (прем. 2006)[10]
- 1968 — Гарет Ванг, амерички глумац.
- 1974 — Никола Стојић, српски веслач.[11]
- 1981 — Милош Бајалица, српски фудбалер.[12][13]
- 1981 — Мишел Докери, енглеска глумица.[14]
- 1981 — Паоло Лоренци, италијански тенисер.[15][16]
- 1981 — Роман Пављученко, руски фудбалер.[17][18]
- 1982 — Чарли Кокс, енглески глумац.[19]
- 1982 — Милош Михајлов, српски фудбалер.[20][21]
- 1983 — Камила Ана Лудингтон, енглеска глумица.[22]
- 1983 — Виран Морос, шпански рукометаш.[23][24]
- 1984 — Мартин Шкртел, словачки фудбалер.[25][26]
- 1985 — Миливоје Божовић, српски кошаркаш.[27]
- 1986 — Кејлор Навас, костарикански фудбалски голман.[28][29]
- 1988 — Стивен Нзонзи, француски фудбалер.
- 1992 — Џеси Лингард, енглески фудбалер.[30]
- 1997 — Мод Апатоу, америчка глумица.
- 2000 — Лука Грбић, српски глумац.[31]

## Смрти
- 1675 — Јоханес Вермер, холандски сликар. (рођ. 1632)[32]
- 1801 — Хаџи Мустафа-паша, турски паша (београдски валија). (рођ. 1733)
- 1893 — Исидор Ћирић, српски правник, књижевник, политичар и народно-црквени и патријаршијски секретар у Сремским Карловцима. (рођ. 1844)[33]
- 1944 — Василиј Кандински, руски сликар. (рођ. 1866)[34]
- 1944 — Глен Милер, амерички џез-музичар (рођ. 1904)[35]
- 1966 — Волт Дизни, амерички режисер. (рођ. 1901)[36]
- 1970 — Леонид Шејка, српски сликар. (рођ. 1932)[37]
- 1991 — Василиј Зајцев, совјетски снајпериста у Другом светском рату. (рођ. 1915)[38]
- 2000 — Харис Бркић, кошаркаш Партизана. (рођ. 1974)[39]
- 2010 — Блејк Едвардс, амерички филмски режисер. (рођ. 1922)[40]
- 2018 — Милунка Лазаревић, српска шахисткиња и новинарка (рођ. 1932).[41]

## Празници и дани сећања
- Српска православна црква данас прославља
  - Свети пророк Авакум
  - Свети цар Урош
  - Преподобни Јоаникије Девички